# Birte Schnöink

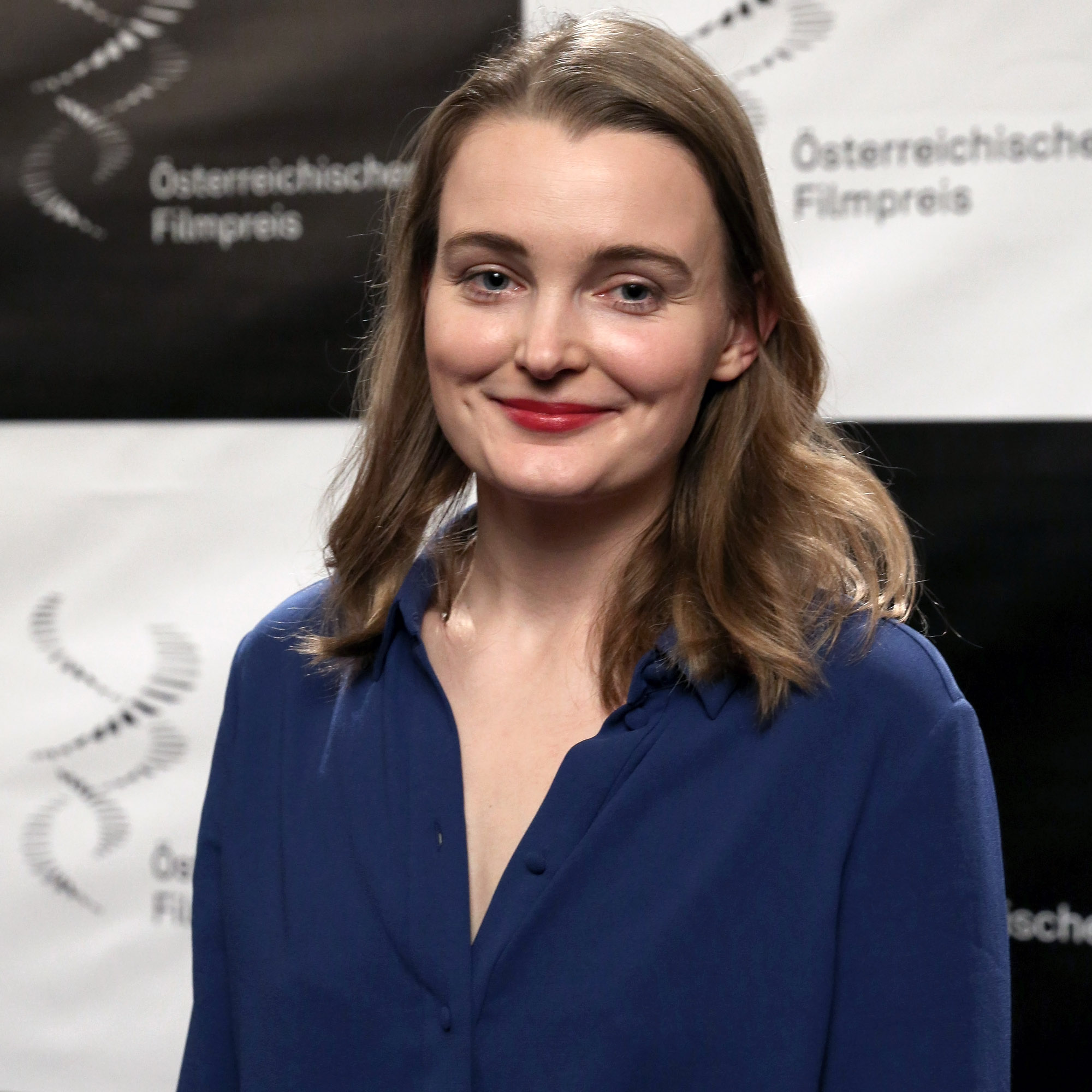
Birte Schnöink (2015)

Birte Schnöink (* 1984 in Bremen) ist eine deutsche Schauspielerin.

## Leben
Birte Schnöink studierte von 2006 bis 2010 an der Hochschule für Schauspielkunst „Ernst Busch“ Berlin und trat schon während dieser Zeit bei den Salzburger Festspielen und an der Berliner Schaubühne auf. Seit der Spielzeit 2009/2010 und bis 2019 war sie festes Ensemblemitglied am Hamburger Thalia Theater. Dort arbeitete sie unter anderem mit den Regisseuren Jette Steckel, Bastian Kraft, Stefan Pucher, Johan Simons und Leander Haußmann zusammen. 2014 erhielt sie den Boy-Gobert-Preis für Nachwuchsschauspieler an den Hamburger Bühnen.
Ihre erste Hauptrolle bei einem Langfilm hatte Schnöink in Amour Fou von Jessica Hausner, der 2014 bei den Internationalen Filmfestspielen von Cannes in der Reihe Un Certain Regard zu sehen war. Ihre Darstellung von Henriette Vogel in Amour Fou brachte ihr eine Nominierung für den österreichischen Filmpreis 2015 als beste Darstellerin ein. Bei dem auf der Berlinale 2019 uraufgeführten Kinospielfilm Die Einzelteile der Liebe von Miriam Bliese spielte sie neben Ole Lagerpusch eine der beiden Hauptrollen.

## Theater (Auswahl)
Salzburger Festspiele
- 2008: Verbrechen und Strafe von Fjodor Dostojewski, Rolle: Sonja – Regie: Andrea Breth[4][5]

Schaubühne Berlin
- 2008: Die Räuber von Friedrich Schiller, Rolle: Amalia – Regie: Lars Eidinger[6]

Thalia Theater Hamburg
- 2010: Hamlet von William Shakespeare, Rolle: Ophelia – Regie: Luk Perceval[7]
- 2012: Fuck your ego! von Anton Makarenko – Regie: Tiit Ojasoo und Ene-Liis Semper[8]
- 2012: Der zerbrochne Krug von Heinrich von Kleist, Rolle: Eve – Regie: Bastian Kraft[9]
- 2012: Ein Sommernachtstraum von William Shakespeare, Rolle: Hermia – Regie: Stefan Pucher[10]
- 2014: Die Möwe von Anton Tschechow, Rolle: Nina – Regie: Leander Haußmann[11]
- 2014: Die Tragödie von Romeo und Julia von William Shakespeare, Rolle: Julia – Regie: Jette Steckel[12]
- 2015: Das Käthchen von Heilbronn von Heinrich von Kleist, Rolle: Käthchen – Regie: Bastian Kraft[13]
- 2015: Die Stunde da wir nichts voneinander wußten von Peter Handke – Regie: Tiit Ojasoo und Ene-Liis Semper[14]
- 2015: Kasimir und Karoline – Glauben Lieben Hoffen von Ödön von Horváth, Rolle: Elisabeth – Regie: Jette Steckel[15]
- 2016: Kaspar Häuser Meer von Felicia Zeller, Rolle: Anika – Regie: Friederike Harmstorf[16]
- 2016: Nathan die Weise nach Gotthold Ephraim Lessing – Regie: Leonie Böhm[17]
- 2016: Der Schimmelreiter von Theodor Storm, Rolle: Elke – Regie: Johan Simons[18]
- 2017: Bilder deiner großen Liebe von Wolfgang Herrndorf – Regie: Marie Rosa Tietjen[19]
- 2019: Vor dem Fest von Saša Stanišić – Regie: Charlotte Sprenger[20]

## Filmografie (Auswahl)
- 2011: Die verlorene Zeit (Kinospielfilm) – Regie: Anna Justice
- 2012: Lore (Kinospielfilm) – Regie: Cate Shortland
- 2012: Komm hinters Licht (Kurzspielfilm) – Regie: Judith Beuth
- 2014: Amour Fou (Kinospielfilm) – Regie: Jessica Hausner
- 2016: Am Ende ist man tot (Kinospielfilm) – Regie: Daniel Lommatzsch
- 2017: Großstadtrevier (Fernsehserie, Folge "Der einsamste Wal der Welt") – Regie: Jan Ruzicka
- 2019: Die Einzelteile der Liebe (Kinospielfilm) – Regie: Miriam Bliese
- 2020: Altes Land (Fernsehfilm)
- 2021: Das Mädchen und die Spinne
- 2022: Das Mädchen mit den goldenen Händen

## Hörspiele (Auswahl)
- 2018: Sabine Stein: Sumatra – Regie: Roman Neumann (NDR)
- 2021: Teresa Dopler: Unsere blauen Augen (Neue) – Regie: Stefan Kanis (MDR)

## Hörbücher (Auswahl)
- 2017: John Green: Schlaft gut, ihr fiesen Gedanken, Hörbuch Hamburg, ISBN 978-3-86742-397-7
- 2020: Christina Henry: Die Chroniken von Alice – Finsternis im Wunderland, Random House Audio, ISBN 978-3-8371-5187-9 (Hörbuch-Download)
- 2020: Christina Henry: Die Chroniken von Alice – Die Schwarze Königin, Random House Audio, ISBN 978-3-8371-5418-4 (Hörbuch-Download)
- 2020: Christina Henry: Die Chroniken von Alice – Dunkelheit im Spiegelland, Random House Audio, ISBN 978-3-8371-5600-3 (Hörbuch-Download)
- 2023: Kiran Milwood Hargrave: Julia und der Hai, Sauerländer audio, ISBN 978-3-8398-4419-9

## Auszeichnungen
- 2014: Boy-Gobert-Preis der Körber-Stiftung
- 2015: Nominierung für den österreichischen Filmpreis 2015 als beste weibliche Darstellerin für Amour Fou
- 2016: Deutscher Hörspielpreis der ARD – beste schauspielerische Leistung für das Hörspiel Draußen unter freiem Himmel – Manifest 49 von FALKNER (WDR)